# وشتنزه
وشتنزه (به آلمانی: Westensee) یک شهر در آلمان است که در رندسبورگ-اکرنفورده واقع شده‌است.
 وشتنزه  ۱٬۶۰۰ نفر جمعیت دارد.